# Eilandbrug
Eilandbrug – drogowy most wantowy nad rzeką IJssel niedaleko Kampen, w prowincji Overijssel, w Holandii. Został wybudowany w latach 1994–2003 i otwarty 21 stycznia 2003 roku. Jest to ostatnia przeprawa przez rzekę IJssel przed jej ujściem do Ketelmeer. Przez most przebiega droga N50. Projekt mostu przygotował zespół z ministerstwa robót publicznych i gospodarki wodnej we współpracy z architektem Hansem van Heeswijkiem. Całkowita długość mostu wynosi 412 m, a długość głównego przęsła to 150 m. Betonowy pylon mostu wysoki jest na 93 m. Prześwit mostu wynosi 14 m, dla statków niemieszczących się w tym wymiarze w południowej części znajduje się również ruchoma sekcja, która może być podnoszona w razie potrzeby. W 2003 roku obiekt otrzymał nagrodę Betonprijs.